# باشگاه فوتسال چیپس کامل
باشگاه فوتسال چیپس کامل مشهد یک باشگاه ایرانی فوتسال است که در مشهد تأسیس شده و در لیگ برتر فوتسال ایران بازی می‌کرد.
چیپس کامل مرداد ماه ۱۴۰۰ با خرید امتیاز لیگ برتری منصوری قرچک کار خود را در لیگ برتر آغاز کرد.
تیم فوتسال بانوان چیپس کامل مشهد با گرفتن مالکیت تیم هیئت فوتبال خراسان رضوی در لیگ سال ۱۴۰۰ شرکت کرد و در گروه الف از بین ۷ تیم رتبه هفتم را کسب کرد.
تیم چیپس کامل فصل گذشته در لیگ دسته اول حضور داشت.
امتیاز لیگ برتری این تیم در شهریور ۱۴۰۱ به باشگاه رکن‌آذین خاورمیانه مشهد واگذار شد.